# Foam Lake n.º 276
Foam Lake n.º 276 es un municipio rural canadiense situado en la provincia de Saskatchewan.

## Superficie
Foam Lake n.º 276 tiene una superficie de 1284,41 km².

## Demografía
En 2021, tenía 532 habitantes, una densidad poblacional de 0,4 hab./km², y 308 viviendas.